# Natura 2000-område nr. 46 Anholt og havet nord for
Natura 2000-område nr. 46 Anholt og havet nord for består af størsteparten af øen Anholt, som ligger midt i Kattegat omkring 40 km fra Jyllands kyst, samt et større havområde nord for øen. Det er udpeget både som et habitatområde (H42: 13.357 ha)
og et fuglebeskyttelsesområde (F32: 46.137 ha); Desuden er
området udpeget som Ramsarområde (R12 11.560 ha) og det samlede areal er på på 47.878 hektar hvoraf staten ejer 27 ha. Ca. 45.965 ha området af hav, medens 1.857
ha er land. I alt er 1.680 ha af landområdet er omfattet af naturbeskyttelseslovens §3 fordelt på: 7 ha sø, 55 ha mose, 3 ha fersk eng, 1577 ha hede og 3 ha overdrev. Desuden er der 80 ha fredskov, - resten (188 ha) består af agerjord, byer mm.

## Ørkenen
Landområdet domineres af Ørkenen, som består af klitter. Samlet set udgør Ørkenen 85% af landarealet, med enkelte aktive vandreklitter.
Indenfor habitatområdet er 1.890 ha fredet. Der er tale om tre fredninger: Ørkenen, som blev fredet i 1938 , Sønderbjerg, som blev fredet i
1960 og Nordbjerg og Vesterklit, der blev fredet i 1972 .
på øens østspids er området ved Totten udlagt som vildtreservat af hensyn til gråsæl og spættet sæl, som yngler der.
Natura 2000-planen er vedtaget i 2011, hvorefter kommunalbestyrelserne
og Naturstyrelsen udarbejdede bindende handleplaner for
gennemførelsen af planen. Planen videreføres og videreudvikles i senere planperioder.
Natura 2000-området ligger i Norddjurs Kommune, og naturplanen er koordineret med vandplanen 1.6 Djursland.